# Karditsa (regional enhed)
Karditsa (græsk: Περιφερειακή ενότητα Καρδίτσας, [karˈðit͡sa]) er en regional enhed i Grækenland Den er en del af periferien Thessalien. Dens navn er afledt af hovedstaden Karditsa, en lille by med cirka 40.000 indbyggere.

## Geografi
Karditsa grænser op til de regionale enheder Trikala mod nord, Larissa mod øst, Phthiotis mod sydøst, Evrytania mod syd, Aetolia-Acarnania mod sydvest og Arta mod vest. De vigtigste floder er Megdovas i syd, Pineios i nord og Enipeas i øst. Plastiras-dæmningen og den tilhørende sø, der ligger vest for byen Karditsa, leverer vand til sletterne og den centrale del af Grækenland.
Området ligger i det sydvestlige Thessalien, og er primært et landbrugsområde. Landbrugsarealer dominerer den centrale og østlige del, som hører til Thessalian-sletten. Den vestlige og sydlige del af den regionale enhed er bjergrig, især Pindusbjergene. Agrafa-regionen, der går over grænsen til Evrytania, er kendt for sin modstand mod det osmanniske styre og dets barske landskab.

## Administration
Den regionale enhed Karditsa er opdelt i 6 kommuner. Disse er (numre som på kortet i infoboksen): 
- Argithea (2)
- Karditsa (1)
- Plastiras-søen ( Limni Plastiras, 3)
- Mouzaki (4)
- Palamas (5)
- Sofader (6)

### Præfektur
Karditsa blev oprettet som et præfektur (græsk: Νομός Καρδίτσας) i 1899 og igen i 1947. Som en del af Kallikratis-regeringsreformen i 2011 blev den regionale enhed Karditsa oprettet ud fra det tidligere præfektur. Præfekturet havde samme udstrækning som den nuværende regionale enhed. Samtidig blev kommunerne omorganiseret, som i nedenstående tabel. 
| Ny kommune                               | Gamle kommuner     | Sæde       |
| ---------------------------------------- | ------------------ | ---------- |
| Argithea                                 | Argithea           | Anthiro    |
| Argithea                                 | Anatoliki Argithea | Anthiro    |
| Argithea                                 | Acheloos           | Anthiro    |
| Karditsa                                 | Karditsa           | Karditsa   |
| Karditsa                                 | Itamos             | Karditsa   |
| Karditsa                                 | Kallifoni          | Karditsa   |
| Karditsa                                 | Kampos             | Karditsa   |
| Karditsa                                 | Mitropoli          | Karditsa   |
| Plastiras-søen </br> ( Limni Plastiras ) | Plastiras          | Morfovouni |
| Plastiras-søen </br> ( Limni Plastiras ) | Nevropoli Agrafon  | Morfovouni |
| Mouzaki                                  | Mouzaki            | Mouzaki    |
| Mouzaki                                  | Ithomi             | Mouzaki    |
| Mouzaki                                  | Pamisos            | Mouzaki    |
| Palamas                                  | Palamas            | Palamas    |
| Palamas                                  | Sellana            | Palamas    |
| Palamas                                  | Fyllo              | Palamas    |
| Sofader                                  | Sofader            | Sofader    |
| Sofader                                  | Arni               | Sofader    |
| Sofader                                  | Menelaida          | Sofader    |
| Sofader                                  | Rentina            | Sofader    |
| Sofader                                  | Tamasio            | Sofader    |

## Historie
Den antikke geografiske region Thessaliotis, et af de fire gamle distrikter i Thessalien, har den nuværende regionale enhed Karditsa været del af Kongeriget Makedonien og senere Romerriget, Det Byzantinske Rige, det Osmanniske Rige fra det 15. århundrede til 1881 og til sidst Grækenland efter befrielsen af Thessalien. Dets økonomi og landbrug boomede i den periode; Karditsa blev administreret som Trikala-Karditsa præfekturet indtil 1947. Det var påvirket af Anden Verdenskrig og den græske borgerkrig, hvor mange bygninger blev ødelagt og indbyggere blev hjemløse og levede skjult. Præfekturet blev senere genopbygget og fik elektricitet, moderne apparater og motoriseret transport, mens emigrationen også begyndte i 1950'erne, da bygningen af dæmningen ved Plastiras-søen gik i gang.